# Troels Trier
Troels Trier (* 17. Januar 1940) in Kopenhagen ist ein dänischer Musiker, Maler und Keramiker.

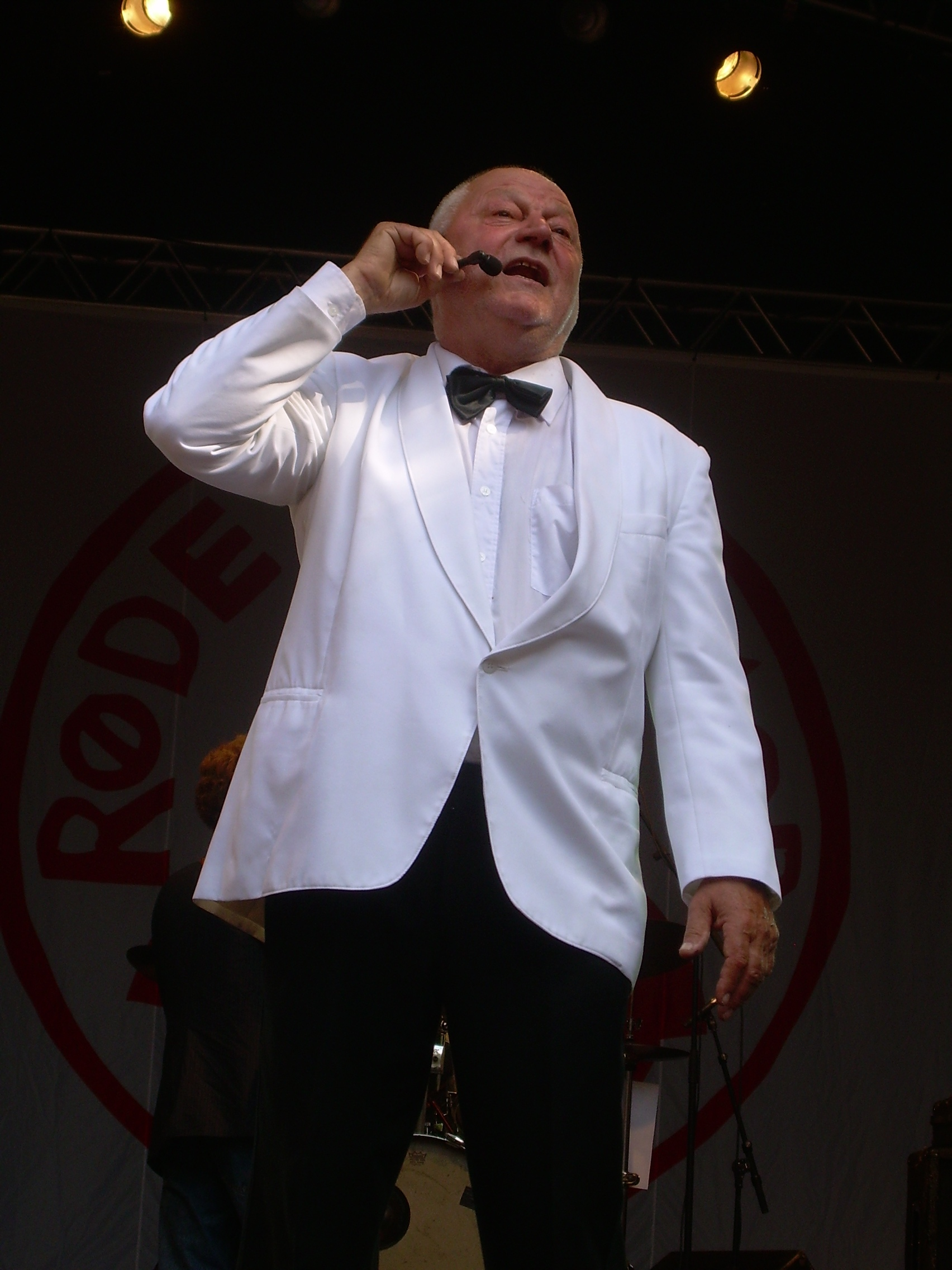
Troels Trier beim Skanderborg Festival 2007 in Dänemark

## Biografie
Troels Triers, Sohn des Malers Niels Holmer Trier und seiner Ehefrau, der Schreinerin und technischen Zeichnerin Åse geb. Frederiksen, wuchs in einem Künstlermilieu in Vallekilde bei Odsherred in der heutigen Region Nordseeland im Quartier rund um die Vallekilde-Heimvolkshochschule auf. Dorthin war die Familie aus Kopenhagen kurz nach seiner Geburt und nach dem Beginn des Zweiten Weltkriegs in Dänemark (April 1940) gezogen. Dort ging er auch zur Schule. 1960 bewarb er sich für die Aufnahme in der Polytechnischen Lehrerbildungsanstalt in Kopenhagen, gab den Plan eines Lehrerstudiums aber bald auf und begann zu malen und Musik zu machen. Seinen Lebensunterhalt verdiente er sich in dieser Zeit u. a. als Bauhandwerker. Troels Trier debütierte mit seinen ersten Bildern in der Sommerausstellung der Eks-Schule in Kopenhagen.
Bei Besuchen in Spanien zwischen 1960 und 1965 traf Trier die spanisch-englische Malerin Jean Logie, die er heiratete und mit der er ein paar Jahre in Barcelona lebte. Sie starb, wohl 1965, infolge eines Verkehrsunfalls, in den auch er verwickelt war, den er aber unbeschadet überstand. 1965 kehrte er endgültig nach Dänemark zurück.
Ab 1965 arbeitete Trier eine Zeit lang als Keramiker zusammen mit Hanne Lene Meinild (* 4. Januar 1945–8. Juli 1968), mit der er auch zusammenlebte und mit der er ein Kind hatte. Meinild und die Tochter des Paars kamen 1968 bei einem Badeunfall um.
Anfang der 1970er-Jahre liierte er sich mit Dea Trier Mørch (1941–2001), mit der er vom 1. April 1977 bis 1979 verheiratet war und mit der er drei Kinder hat, darunter den Sänger und Musiker Tobias Trier (* 13. Februar 1973) und die Schriftstellerin Sara Trier (* 9. Januar 1975).
Trier war in dritter Ehe mit Rebecca Brüel verheiratet (* 12. April 1952–17. Januar 2024) und lebte mit ihr in Kerteminde, nordöstlich von Odense auf Fünen – beruflich schwerpunktmäßig als Maler, Zeichner, Grafiker und Keramiker. Er fertigt auch Skulpturen und Reliefs aus Holz sowie künstlerisch gestaltete Emailplatten an.
Troels Trier versuchte sich 1996 zusammen mit seiner Frau mit großen Ambitionen als ökologischer Landwirt in Kerteminde, unter anderem mit der Zucht von Weinbergschnecken, mit Hühnern und Schafen. Das Unternehmen wurde ein Flop und verursachte einen Riesenverlust. 1998 nahm er die Malerei wieder auf und hatte in den Folgejahren immer wieder Ausstellungen.
2014 gründete Trier auf Fünen eine Gruppe bildender Künstler. In Zusammenarbeit mit der Handelsfirma Sarkel Antik & Design in Kerteminde präsentiert Trier seine Kunst mittlerweile dauerhaft in Räumen dieser Firma.

## Künstlerische Entwicklung
Im Jahr 1968 gründete Troels Trier zusammen mit Dea Trier Mørch, dem Maler Ole Finding (* 1937), dem Musiker John Gayn und dem Maler Yukari Ochiai das Künstlerkollektiv Røde Mor. Das Kollektiv wollte mit politischer Kunst in Form von Grafik und Plakaten arbeiten und unterhielt in Dänemark enge Verbindungen zur Bewegung gegen den Vietnamkrieg. Røde Mor entwickelte sich als Künstlerkollektiv ständig weiter und Troels Trier versorgte die Musik-Gruppe des Kollektivs, die unter gleichem Namen auftrat, mit Texten und Musik. Røde Mor begann 1974 eine intensive Zusammenarbeit mit „Clausen und Petersens Straßenzirkus“ und nannte sich nun Røde Mor Rock-Cirkus. Dieses Projekt war auch kommerziell erfolgreich und so konnten viele aktivistische Ziele des Kollektivs verfolgt und realisiert werden. Troels Trier war dessen Kopf. Dank seinem kreativen Talent wurde er zwar in ganz Dänemark berühmt, aber persönlichen Profit erreichte er nur in sehr begrenztem Umfang.
Troels Trier gab mit Røde Mor eine Reihe von Schallplatten und Liederbüchern heraus und tourte mit großen Rockshows sehr erfolgreich durch ganz Skandinavien. 1978 wurde Røde Mor aufgelöst und Troels Trier begann eine Solokarriere, die sowohl Studioaufnahmen für Schallplatten als auch Konzerte umfasste. Mit Rosa, einer Sammlung privat wirkender Lieder, setzte er diese Karriere bereits 1974 in Gang. Es folgten mit großem Erfolg 1977 Kys Frøen (Küss den Frosch) und ein Jahr später Dukkehuset (Puppenhaus). Die beiden weiteren Platten aus seiner Solo-Karriere waren Arbejdsløs: Dansk fremmedarbejder i Sverige (Arbeitslos: Dänische Fremdarbeiter in Schweden) von 1976 und das Album Live – Fantastisk tid (Live – Fantastische Zeit) von 1980.
1979 gründete Trier das Triers Triste Trio, in dem u. a. auch Peter Ingemann mitspielte, und wechselte das Genre. Hatte Røde Mor lautstark Rock ’n’ Roll gespielt, konnte der neue Stil nun „als dekadente Cabaretmusik“  charakterisiert werden. Die Musiker traten im Frack auf, ihre Instrumente waren Klavier, [Kontra]Bass bzw. Geige und Gesang. Trier hatte allerdings seine grotesken Auftritte aus der Zeit von Røde Mor Rock-Cirkus beibehalten. Er benutzte alle möglichen Requisiten und in seiner übertreibenden satirischen Art nahm er, sehr zur Freude des Publikums, die gesellschaftlichen Verhältnisse und Reizthemen wie Umweltverschmutzung, Kernenergie, Psychiatrie und alle Formen der Unterdrückung in die Mangel. „Triers Triste Trio ist dämonisch, gefährlich – und sehr populär –, hat sich jedoch von der Rockmusik entfernt, um ein anderes und älteres Publikum zu erreichen.“
Trier begann, Revuen zu schreiben und sie u. a. mit Anne Marie Helger, Helle Ryslinge, Helle Farup, Peter Ingemann und Niels Skousen aufzuführen. Zusammen mit Rebecca Brüel startete er im 1983 die One Woman – One Man Show. Mit dieser Show in vielen Varianten tourten die beiden 20 Jahre durch Dänemark. Die Show war Grundlage für eine Reihe von Schallplatten, Videos und weiteren Revuen.
Mit Platten wie Bøf med løg (Beefsteak mit Zwiebeln) von 1986, wo er und Rebecca Brüel zärtlich-ironisierend dem „Kneipen-Dänemark“ huldigten, erreichten die beiden große volkstümliche Beliebtheit. Sie hatten Riesenerfolg zuerst als Kneipen-Duo, aber bald auch als das in der Zeit heißeste Showbizz-Paar, das ein Konzerthaus mehrere Abende in Folge füllen konnte. Bis die beiden genug vom Tourneeleben hatten.
In dieser Zeit hatte Troels Trier seine politischen Ambitionen, aus der Røde-Mor-Zeit bereits aufgegeben, nicht aber seine Haltung. Er resignierte angesichts der Zerrissenheit der Linken, von der er sagte, dass die Bewegung der Linken „sich selbst in mönchischen haarspalterischen Diskussionen darüber auffresse, wer den richtigen Glauben habe“ und er deshalb zusammen mit Rebecca Brüel „das Psalter zugeschlagen“  habe und sich von der Linken nicht mehr vereinnehmen lasse.
1995 wirkte er auch als Schauspieler beim Theater „Feuerwerkereikampagne“ in dem Stück Bent und Bents Vater in der Rolle von Bents Vater mit und daneben in Dennis und Dummys Demoshow als Demonstrant, ebenfalls von der „Feuerwerkereikampagne“ produziert.
Røde Mor Rockzirkus lebte 2002 in Verbindung mit einer retrospektiven Ausstellung im Schwarzen Diamanten wieder auf und gab den Katalog dazu auf CD heraus. Ursprünglich sollte die Musik-Gruppe von Røde Mor für nur eine Tournee mit Troels Trier unter dem Namen „Røde Mors Rullende Rollator-Show“ (Røde Mors Rollende Rollator-Show) wieder aufleben, doch sie setzte das Programm noch sechs Jahre fort und veröffentlichte 2006 eine Mini-CD mit dem Titel Røde Mor. 2006 bis 2008 war Troels Trier mit einer Soloshow Mig og min dobbeltgænger (Ich und mein Doppelgänger) unterwegs, angelehnt an den Titel seiner ausgiebig bebilderten Biografie.
Ab 2008 konzentrierte sich Troels Trier auf seine Arbeit als Bild- und Musikkünstler, Keramiker, und Vortragsredner zum Thema Musik in der Kunst – Malende Künstler.
Die Gruppe Røde Mor spielte mit ihm 2008 aufs Neue ein Abschiedskonzert und machte das 2011 noch einmal. Ebenfalls 2011 gaben Troels Trier und Rebecca Brüel eine CD-Box mit ihren gesammelten Werken heraus, die 8 Musik-CDs und eine DVD mit ihren Musikshows und Fernsehsendungen enthält.
Røde Mor hat auch nach dem letzten Abschiedskonzert immer wieder kurze Konzerte gegeben, meistens in Verbindung mit Ausstellungseröffnungen von Troels Triers Werken. Troels Trier trat dabei auch auf. In diesen Ausstellungen präsentiert er seine Bilder, Zeichnungen und Objekte im Stil der naiven Kunst. Von 2019 bis 2020 tourte er allein mit einer Soloshow unter dem Motto „Fra Røde Mor til Grøn Far“ (Von der Roten Mutter zum Grünen Vater) – einer Kombination von Konzert und Geschichtenerzählen – durch Dänemark. Als musikalische Begleitung verwendete er nur ein Keyboard. Der gereifte Entertainer erfreute sein mittlerweile zahlenmäßig überschaubares Publikum mit großer Ausstrahlung, Selbstironie, spitzbübischem Grinsen und deftiger Gesellschaftssatire in seinen Liedern. 2020 wurde ihm zu seinem 80. Geburtstag in der Belle Art Gallery in Stouby bei Vejle eine große Ausstellung gewidmet.
Am 30. Juni 2022 erlitt Trier einen Herzstillstand, über den die dänischen Medien am 6. Juli berichteten. Der Zeitung Fyens Stiftstidende sagte er in einem Interview: „Es läuft wirklich gut: Ich hatte ein Blutgerinnsel und bin gestorben und dann wiederbelebt worden. Es kommt nicht jeden Tag vor, dass man stirbt. Es gab kein Licht am Ende des Tunnels, aber es läuft gut.“ In einem Video auf Facebook entschuldigte er sich dafür, dass er sein letztes Konzert absagen musste, weil er „verstorben“ sei. Inzwischen kann er wieder an seinen künstlerischen Projekten weiterarbeiten.

## Diskografie
mit Røde Mor
- Johnny gennem ild og vand, EP (Johnny zwischen Feuer und Wasser, 1970)
- Rok' ork (abgekürzt für: Rock-Orchester, 1971)
- Ta' hva' der er dit (Nimm, was deins ist, 1972)
- Grillbaren (Grill-Bar, 1973)
- Linie 3, (1974/1975)
- Betonhjertet (Betonherz, 1975), Doppel-Live-LP
- Hjemlig hygge (Heimatliche Gemütlichkeit, 1976)
- Sylvesters drøm – live (Sylvesters Traum, 1978)
- Røde Mor (2006), EP
- Opsamling (2007), CD-Sampler

Solo-LPs
- Rosa (1974)
- Arbejdsløs: Dansk fremmedarbejder i Sverige (Arbeitslos: Dänische Fremdarbeiter in Schweden, 1976)
- Kys Frøen (Küss den Frosch, 1977)
- Dukkehuset (Puppenhaus, 1978)
- Live – Fantastisk tid (Live – Fantastische Zeit, 1980)

Singles & EPs
- Troels Trier, Niels Skousen, Vigga Bro, Arne Würgler: Nej til politiske Udvisninger (Nein zu politischen Abschiebungen, 1977)
- Troels Trier: Discodronning / Det daglige Mord (Discokönigin / Der tägliche Mord, 1980)

mit Rebecca Brüel
- Troels Trier og Escort de Luxe (Troels Trier und Escort de Luxe): Kære Garli (Liebe Garli, 1982)
- Stardust Bodega (Sternenstaub–Weinstube, 1985)
- Bøf med løg (Beefsteak mit Zwiebeln, 1986)
- Hansen & Jensen (1987)
- Bar røv og gummisko (Nackter Arsch und Gummischuhe, 1988)
- To tykke med brød (Zwei Dicke mit Brot, 1990)
- Hoster du i nat (Hustest du in der Nacht, 1994)
- De Bedste – Troels Trier & Rebecca Brüel (1999)
- Biler på mars (Autos auf dem Mars, 2002)

Sampler
- Jeg er på rekreation – Greatest Hits (Ich bin zur Erholung, 1989)
- Jeg er på rekreation – Greatest Hits (2006), 3 CDs
- Komplet & Raritæter (Vollständig & Raritäten, 2011)